# V.Smile Pocket
V.Smile Pocket è una console portatile per videogiochi della VTech. Immessa nel mercato nel 2005, è una versione portatile del V.Smile. È nata per bambini da 3 a 7 anni e, oltre ad essere utilizzata come videogioco tradizionale, dovrebbe aiutare l'apprendimento dell'alfabeto, della matematica e di altre nozioni adatte a quell'età.

## Descrizione
Diversamente dalle normali console di gioco, diventate, col tempo, sempre più complesse ed impegnative e, soprattutto, rivolte ad un pubblico adulto (con giochi che a volte contengono una certa dose di violenza), il V.Smile Pocket è rivolto ad un pubblico di bambini.
Esso funziona con cartucce da gioco (chiamate "Smartridges") intercambiabili con la versione "da casa" (V.Smile).
Tra i giochi sono presenti quelli con protagonisti personaggi dei fumetti come Spiderman o dei cartoni animati Disney. La grafica può essere considerata al livello di quella per SuperNES, anche se con un profilo estetico più moderno. La console dispone di uno schermo a cristalli liquidi a colori brillanti, ma può anche essere connessa direttamente alla TV come periferica plug and play.
Come per il joystick del V.Smile da casa, anche per il Pad direzionale del V.Smile Pocket è possibile decidere se il giocatore sarà mancino o destrorso. L'apparecchio è infatti dotato di un interruttore posto sul retro, azionando il quale i tasti direzionali (solitamente posti sul lato sinistro della console) ed il pulsante Enter (situato invece sul lato destro) si invertono tra loro.